# 수면 섹스 장애
수면 섹스 장애(sexsomnia)는 잠들어 있는 중에 성행위를 할 수 있는 상태이다. 이것은 수면장애의 일종인 사건수면의 일종이다. 극단적인 경우 수면 섹스 장애는 강간을 포함한 각종 성폭행의 원인이 될 수 있다.

## 같이 보기
- 자위행위
- 몽정
- 사건수면
- 몽유병